# Zsuzsa Almássy
Zsuzsa Almássy (* 8. Oktober 1950 in Budapest) ist eine ehemalige ungarische Eiskunstläuferin, die im Einzellauf startete, und Eiskunstlauftrainerin.

## Werdegang
Almássy wurde 1964 und von 1966 bis 1970 ungarische Meisterin im Eiskunstlauf der Damen. Sie nahm im Zeitraum von 1964 bis 1972 mit Ausnahme von 1965 an allen Europameisterschaften teil. Bei den Europameisterschaften 1967 in Ljubljana und 1970 in Leningrad gewann sie die Bronzemedaille, erst hinter Gabriele Seyfert und Hana Mašková und dann hinter Seyfert und Beatrix Schuba. Ihren größten Erfolg bei Europameisterschaften feierte sie 1971 in Zürich, als sie nach dem Rücktritt von Gaby Seyfert hinter Beatrix Schuba Vize-Europameisterin wurde. Im gleichen Zeitraum nahm sie mit Ausnahme von 1965 und 1967 an allen Weltmeisterschaften teil. Ihre einzige Medaille dort gewann sie 1969 in Colorado Springs mit Bronze hinter Seyfert und Schuba. Almássy vertrat Ungarn bei drei Olympischen Spielen. 1964 in Innsbruck belegte sie Platz 17, 1968 in Grenoble wurde sie Sechste und 1972 in Sapporo Fünfte.
In den 1970er Jahren absolvierte sie ein Studium an der Technischen Universität in Budapest (Budapesti Műszaki Egyetem), das sie 1977 als Diplom-Ingenieurin abschloss. 1980 ging sie in die Schweiz, wo sie als Eiskunstlauftrainerin arbeitete.

## Ergebnisse
| Wettbewerb / Jahr          | 1963 | 1964 | 1965 | 1966 | 1967 | 1968 | 1969 | 1970 | 1971 | 1972 |
| -------------------------- | ---- | ---- | ---- | ---- | ---- | ---- | ---- | ---- | ---- | ---- |
| Olympische Winterspiele    |      | 17.  |      |      |      | 6.   |      |      |      | 5.   |
| Weltmeisterschaften        |      | 18.  |      | 7.   |      | 8.   | 3.   | 5.   | 7.   | 4.   |
| Europameisterschaften      |      | 11.  |      | 6.   | 3.   | 4.   | 4.   | 3.   | 2.   | 4.   |
| Ungarische Meisterschaften | 2.   | 1.   | 2.   | 1.   | 1.   | 1.   | 1.   | 1.   |      |      |